# Myrmecaelurus peterseni
Myrmecaelurus peterseni är en insektsart som beskrevs av Douglas E. Kimmins 1943. Myrmecaelurus peterseni ingår i släktet Myrmecaelurus och familjen myrlejonsländor. Inga underarter finns listade i Catalogue of Life.